# 豪豬
豪豬，又稱箭豬，是一類披有尖刺的齧齒目，其尖刺可以用來防禦掠食者。豪豬是齧齒目中體型第三大的，僅次於水豚及河狸，但與刺蝟不同。大部份豪豬約長60—90厘米，尾巴長20—25厘米，重5—16公斤。牠們圓潤及行動緩慢。豪豬有褐色、灰色及白色。
不同种类豪豬的刺形狀也不同，但这些刺都衍生自毛髮，表面上有一層角質素，嵌入在皮膚的肌肉組織。舊大陸豪豬（豪豬科）的刺是一束束的，而新大陸豪豬（美洲豪豬科）的刺則與普通毛髮夾雜在一起。
豪豬的刺銳利，易脫落，會刺入攻擊者身体。刺上有倒鈎，刺中后会钩在皮膚上，很難除去。牠們的刺長75毫米，粗约2毫米。若刺鈎在攻擊者的組織上，在正常的肌肉運動下，倒鈎會令刺插得更深，每日可以深入約幾毫米。掠食者会因被刺中后感染而死去，在死後刺仍會繼續嵌入體內。 古代的人认为豪豬可以擲出牠們刺來攻擊敵人，但其實是錯誤的。
在非洲及阿拉伯的一些地區，豪豬可以作為叢林肉食用。牠的肉在義大利及越南的一些地區很受歡迎。
豪豬分佈在亞洲、義大利、非洲、北美洲及南美洲的熱帶及溫帶。豪豬生活在森林、沙漠及草原。有一些栖息在樹上，其他的則生活在地面。
豪豬會在人類棲息地尋找鹽，某些油漆、手工具、鞋、衣服及其他會有汗液的物件，甚至會吃固化剂中含有硝酸鈉的胶合板。豪豬會被道路上融雪的岩鹽吸引到路上，以及啃咬輪胎。若有鹽漬地可以阻礙豪豬的破壞。
豪豬可以從有豐富鹽份的植物、活動物的骨頭、樹皮、土壤及有尿液的物件獲得天然的鹽。

## 物種
豪豬是齧齒目下的美洲豪豬科或豪豬科，共有27個物種。這兩科有一些分別，且不是近親。牠們與刺蝟不同，且與針鼴科相差甚遠。豪豬的大小差別很大，南美洲的Coendou rothschildi的體重小於1公斤，但非洲冕豪豬則重超過20公斤。

### 舊大陸豪豬

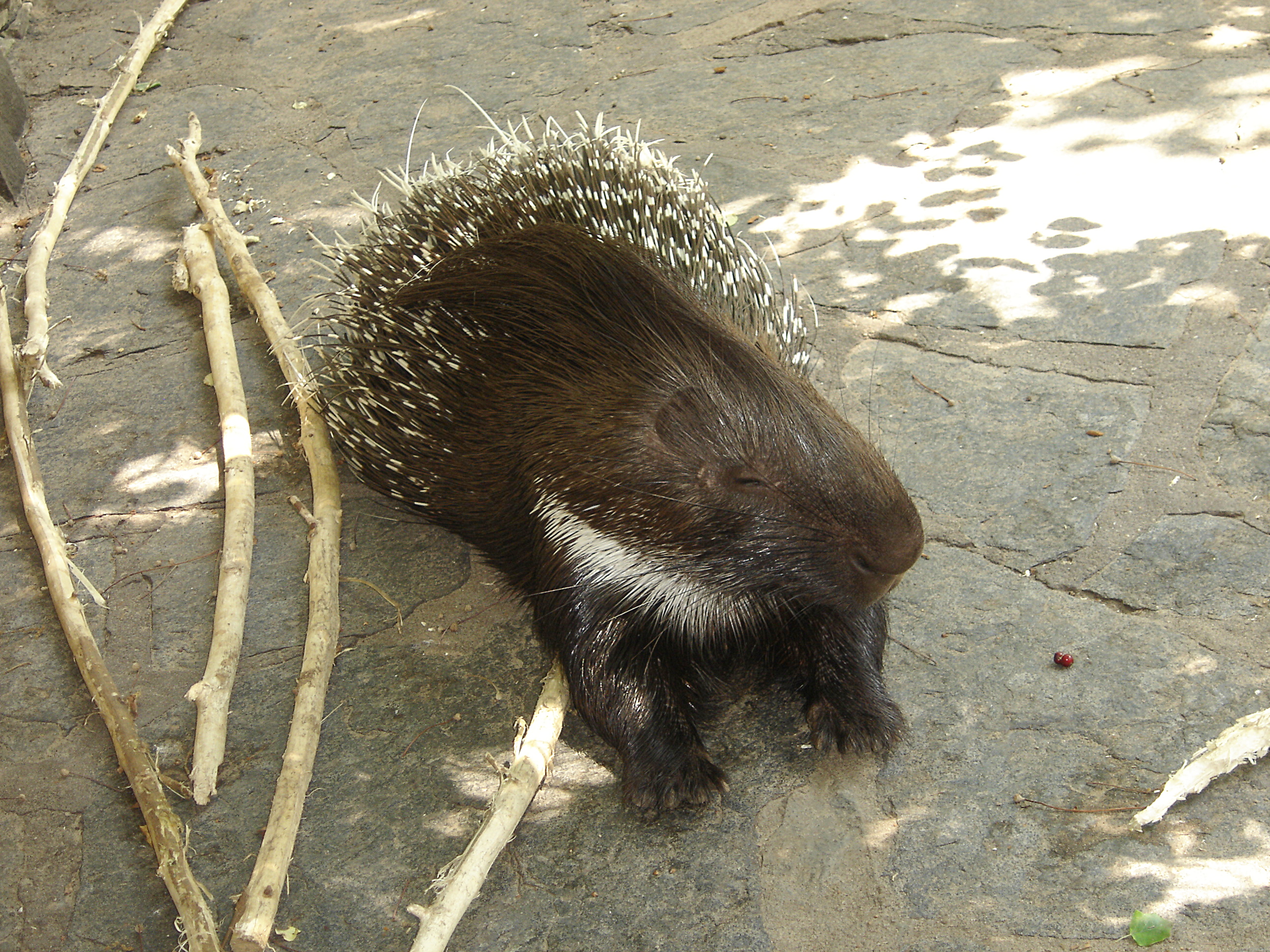
舊世界豪豬

舊大陸豪豬的11個物種差不多都是陸上生活的及較大體型。牠們與豪豬下目在3000萬年前分隔。以下是有關的物種：
- 豪豬科
  - 帚尾豪豬屬
    - 叢尾豪豬（Atherurus africanus）
      - （Atherurus africanus africanus (Gray, 1842)）
      - （Atherurus africanus centralis (Thomas, 1895)）
      - （Atherurus africanus turneri (St. Leger, 1932)）

    - （Atherurus karnuliensis）
    - 掃尾豪豬（Atherurus macrourus）

  - 豪猪属
    - 南非豪豬（Hystrix africaeaustralis）
    - 馬來豪豬（Hystrix brachyura）
      - （Hystrix africaeaustralis africaeaustralis Peter, 1852）
      - （Hystrix africaeaustralis zuluensis Roberts, 1936）
      - （Hystrix brachyura brachyura (Linnaeus, 1758)）
      - 中國豪豬（Hystrix brachyura hodgsoni (Gray, 1847)）
      - （Hystrix brachyura klossi (Thomas, 1916)）
      - （Hystrix brachyura papae (Allen, 1927)）
      - （Hystrix brachyura subcristata (Swinhoe, 1870)）

    - 粗棘印尼豪豬（Hystrix crassispinis）
    - 非洲冕豪豬（Hystrix cristata）
    - 印度豪豬（Hystrix indicus）
    - 爪哇豪豬（Hystrix javanica）
    - 巴拉望豪猪（Hystrix pumila）
    - 蘇門豪豬（Hystrix sumatrae）

  - 長尾豪猪属
    - 長尾豪豬（Trichys fasciculata）

### 新大陸豪豬
新大陸豪豬的12個物種較細小，且是攀樹的能手。牠們自行的演化，與齧齒目的其他科更為接近。以下是有關的物種：
- 美洲豪豬科
  - Chaetomys
    - 細針豪豬（Chaetomys subspinosus）：有時被認為是屬於棘鼠科。

  - Coendou
    - Coendou baturitensis
    - 雙色卷尾豪豬（Coendou bicolor）
      - （Coendou bicolor bicolor Tschudi, 1844）
      - （Coendou bicolor richardsoni Allen, 1913）
      - （Coendou bicolor simonsi Thomas, 1902）

    - Coendou nycthemera
    - Coendou prehensilis
    - Coendou quichua
    - Coendou rothschildi
    - Coendou sanctamartae
    - Coendou speratus

  - Sphiggurus
    - Sphiggurus ichillus
    - Sphiggurus insidiosus
    - Sphiggurus melanurus
    - 墨西哥樹豪豬（Sphiggurus mexicanus）
      - （Sphiggurus mexicanus laenatus Thomas, 1903）
      - （Sphiggurus mexicanus mexicanus Kerr, 1792）
      - （Sphiggurus mexicanus yucataniae Thomas, 1902）

    - Sphiggurus pruinosus
    - Sphiggurus roosmalenorum
    - 多刺卷尾豪豬（Sphiggurus spinosus）
    - 衣豪豬（Sphiggurus vestitus）
    - Sphiggurus villosus
    - †(( Sphiggurus pallidus：已滅絕。))

  - Erethizon
    - 北美豪豬（Erethizon dorsatum）
      - （Erethizon dorsatum bruneri Swenk, 1916）
      - （Erethizon dorsatum couesi Mearns, 1897）
      - （Erethizon dorsatum dorsatum Linnaeus, 1758）
      - （Erethizon dorsatum epixanthus Brandt, 1835）
      - （Erethizon dorsatum myops Merriam, 1900）
      - （Erethizon dorsatum nigrescens Allen, 1903）
      - （Erethizon dorsatum picinum Bangs, 1900）

```
Echinoprocta
 
亞瑪遜林豪豬
（
Echinoprocta rufescens
）
```

## 外部連結
- Porcupine Facts and Photos - NatureMapping Program
- Porcupines: Wildlife summary from the African Wildlife Foundation （页面存档备份，存于）
- "Resource Cards: What About Porcupines?" （页面存档备份，存于） Pacific Northwest National Laboratory
- Porcupine control in the western states （页面存档备份，存于） hosted by the UNT Government Documents Department （页面存档备份，存于）
- Why the porcupine is the logo of the Free State Project （页面存档备份，存于）